# Amerikaanse presidentsverkiezingen 1956
De Amerikaanse presidentsverkiezingen van 1956 waren de 43e presidentsverkiezingen van de Verenigde Staten van Amerika en vonden plaats op 6 november 1956. Zittend president Dwight D. Eisenhower en zijn running mate vicepresident Richard Nixon van de Republikeinse Partij werden herkozen voor een tweede termijn na het wederom verslaan van voormalig gouverneur Adlai Stevenson II en zijn running mate senator Estes Kefauver, de kandidaten namens de Democratische Partij. Eisenhower werd op 20 januari 1953 beëdigd voor een nieuwe termijn en werd de eerste Republikeinse president die twee termijnen won sinds William McKinley in 1900.

## Presidentskandidaten

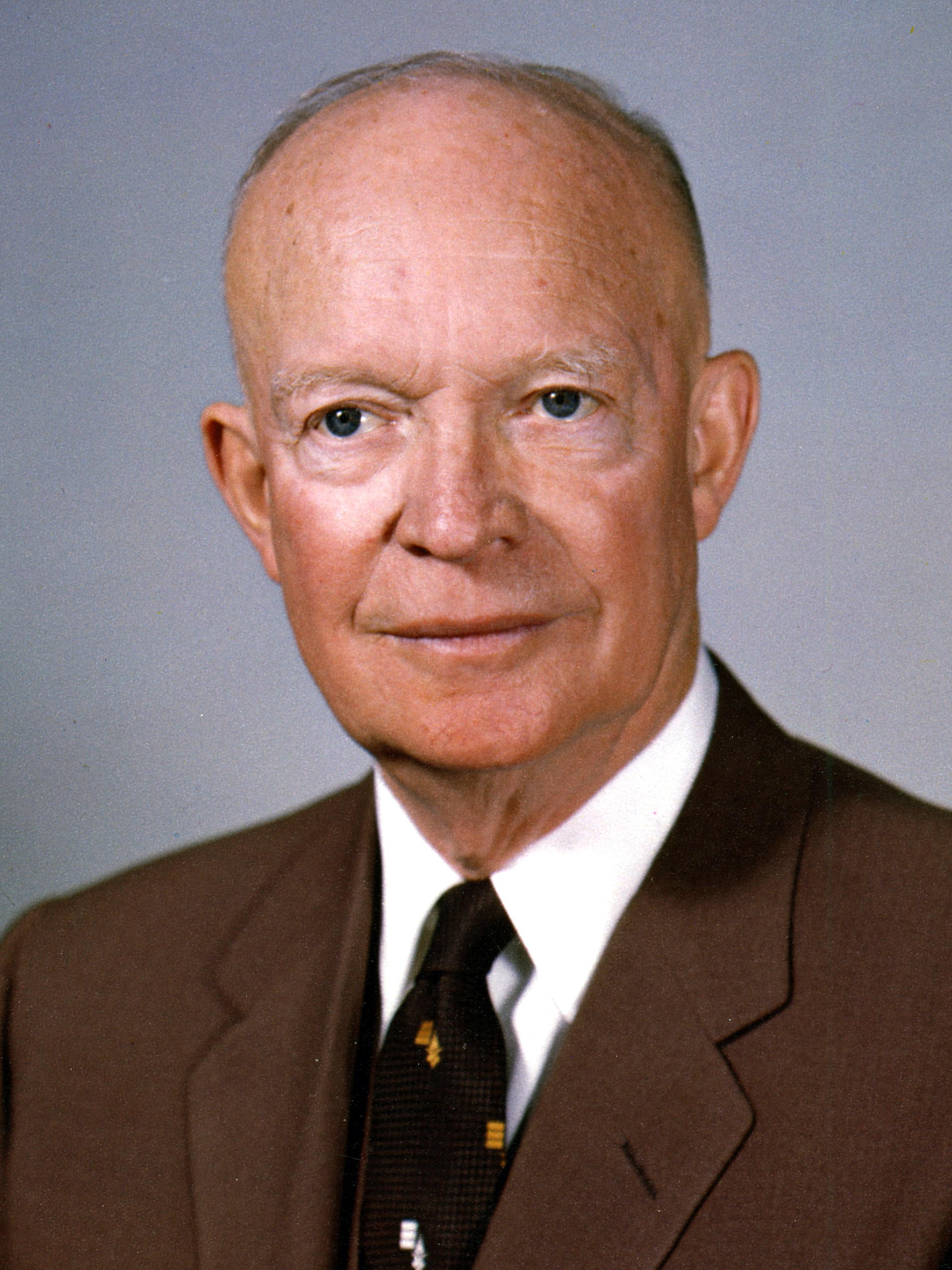
President Dwight D. Eisenhower uit Kansas Republikeinse Partij
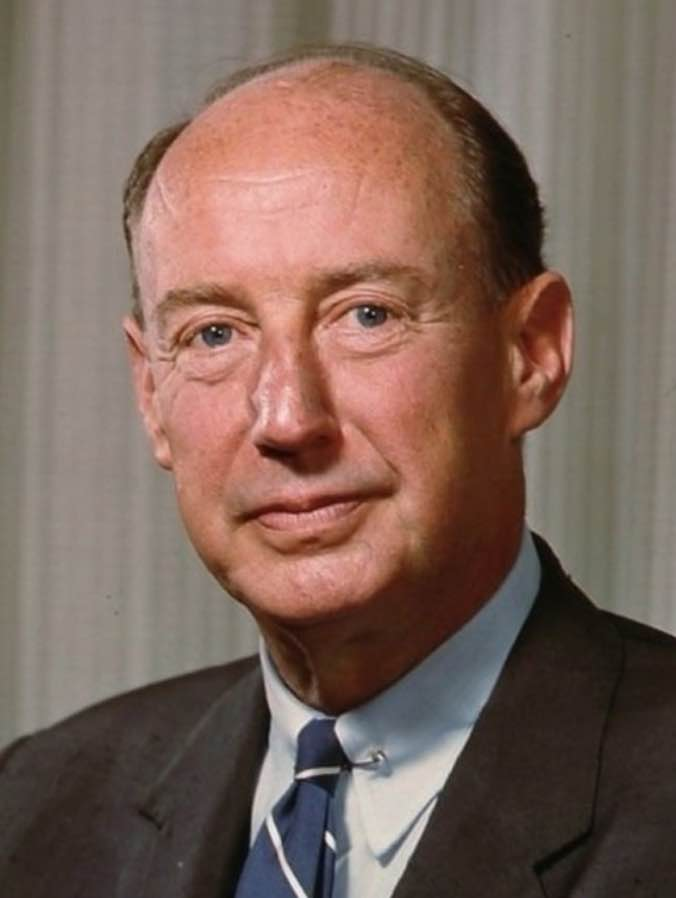
Voormalig Gouverneur Adlai Stevenson II uit Illinois Democratische Partij

- President 
 Dwight D. Eisenhower 
 uit Kansas[1] 
 Republikeinse Partij
- Voormalig 
 Gouverneur 
 Adlai Stevenson II 
 uit Illinois 
 Democratische Partij

### Vicepresidentskandidaten

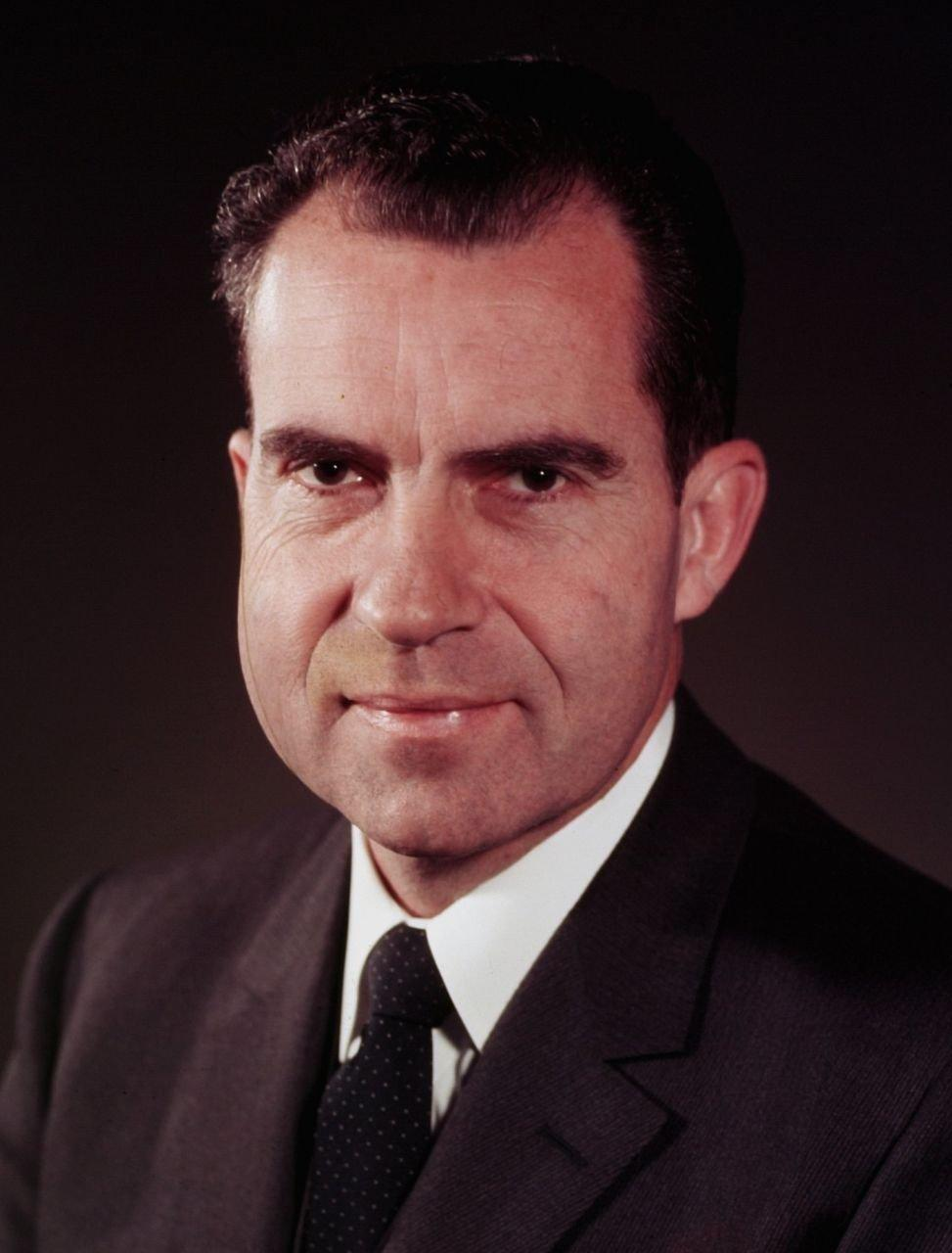
Vicepresident Richard Nixon uit Californië Republikeinse Partij
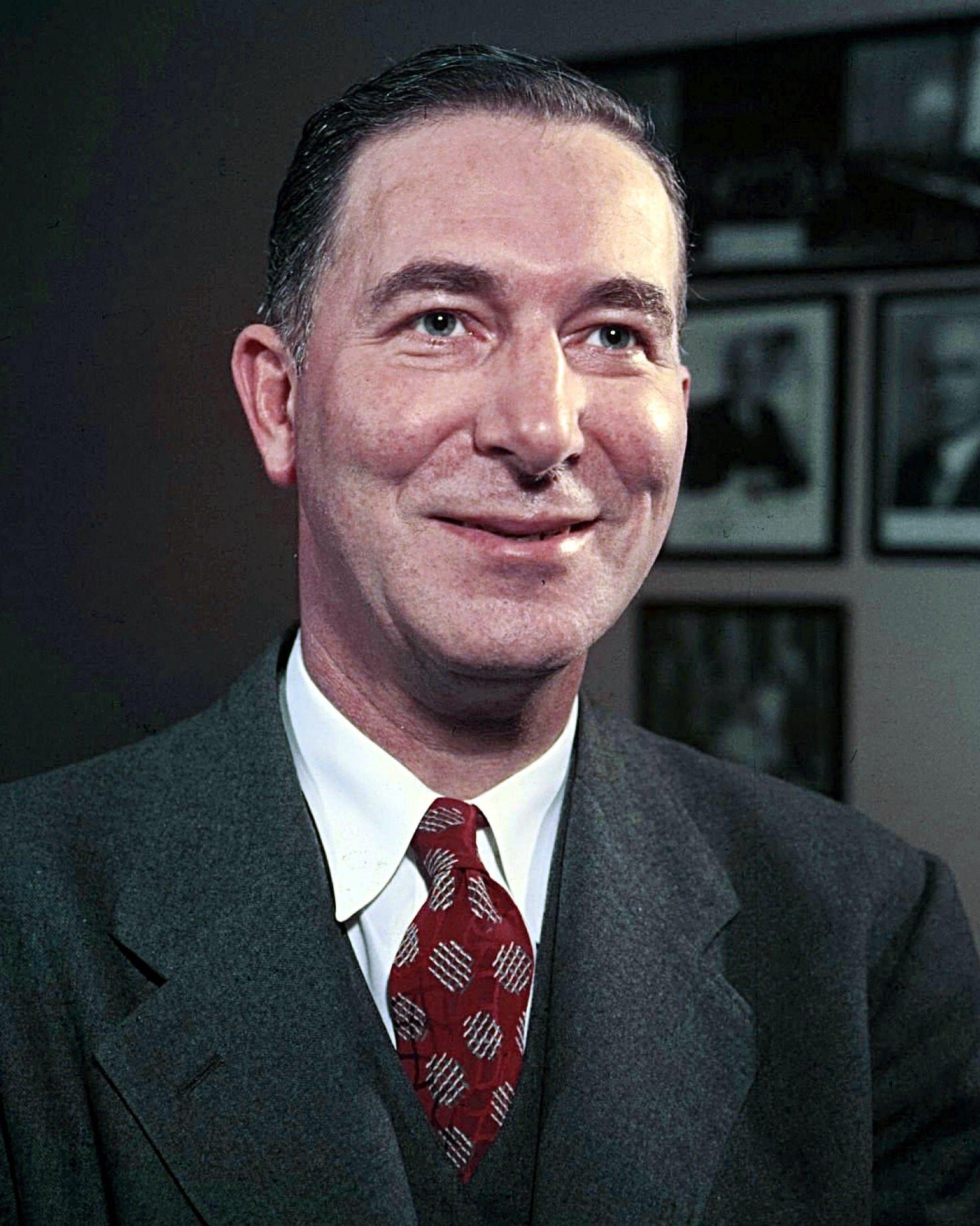
Senator Estes Kefauver uit Tennessee Democratische Partij

## Uitslag
| Naam            | Dwight D. Eisenhower | Adlai Stevenson II   |
| Partij          | Republikeinse Partij | Democratische Partij |
| Thuisstaat      | Kansas               | Illinois             |
| Running mate    | Richard Nixon        | Estes Kefauver       |
| Kiesmannen      | 457                  | 73                   |
| Gewonnen staten | 41                   | 7                    |
| Aantal stemmen  | 35.579.180           | 26.028.028           |
| Percentage      | 57,4%                | 42,0%                |